# Anaea gudrum
Anaea gudrum is een vlinder uit de familie van de Nymphalidae. De wetenschappelijke naam van de soort is voor het eerst geldig gepubliceerd in 1924 door Friedrich Wilhelm Niepelt.